# Vadim Tchijik
Vadim Tchijik (né en 1975), est un violoniste franco-russe de musique classique.

## Biographie

### Formation
Vadim Tchijik commence à étudier le violon à l’âge de six ans. Il a successivement étudié avec Irina Botchkova à École centrale spéciale de musique du Conservatoire Tchaïkovski de Moscou, au Conservatoire national supérieur de musique de Lyon et également suivi un Cycle de perfectionnement à la Musikhochschule de Cologne. Il est titulaire d'un diplôme d'artiste de l’Université de Dallas.

### Carrière
Soliste avec l’Orchestre symphonique de Moscou, de Mexico, de Sanremo, le Philharmonique de Kharkov, l’Orchestre symphonique des Pays-Bas, l’Orchestra di Teatro di Genova, l’Orchestre symphonique de Freiburg, le Philharmonique d’Oulianovsk, l’Orchestra di Padova e del Veneto, l’Orchestre de chambre de Gunma, l’Orchestre de chambre « Musica Vitae », de Kazakhstan, le Philharmonique d’Iaroslavl, l'Orchestre de Normandie, de la Garde Républicaine, Vasteras Sinfonietta, etc. sous la direction des chefs comme Michel Tabachnik, Jean-Pierre Wallez, Peter Csaba, Enrique Batiz, Naoto Otomo...
Tournées de concerts dans plusieurs pays : France, Allemagne, Italie, Suisse, Belgique, Pays-Bas, Espagne, Luxembourg, Suède, Russie, Turquie, États-Unis, Canada, Mexique, Ukraine, Bulgarie, Israël, Liban, Malaisie, Thaïlande, Vietnam, Cambodge, Japon, République Dominicaine, Haïti…
Invité par des festivals : Radio France à Montpellier, Pablo Casals à Prades, Auvers sur Oise, RIchelieu, Taverny, Hyères, Saint-Riquier, Guebwiller, Royan, Fêtes Romantiques de Nohant, Semaines Musicales de Tours, Nancyphonies, Grands Crus de Bourgogne, Vexin, Guil-Durance, « Juventus » à Cambrai,  « Music’Art » à Grenoble, « Young Artists Festival » à Los Angeles, Festival international de Portogruaro, Settimane musicale di Ravello, Alba, « Salon des Arts » à Sofia, Festival international « Felicja Blumental » à Tel-Aviv, « Euro musica vitae » en Suède, Festival culturel du Japon, Festival de musique d’Okayama... 
Participe à de nombreux programmes télévisés (France-3, Mezzo, RAI, la Télévision Japonaise, Russe, Suédoise, etc.) et radiophoniques (France Musique, Radio Classique, NHK, etc.). 
Partenaires en musique de chambre : Emmanuel Pahud, Jean-Claude Pennetier, Alain Meunier, Marielle Nordmann, Anne Queffélec, Philippe Bernold, Georges Pludermacher, Bernard Soustrot, François Salque, Michel Lethiec, David Geringas, Michel Arrignon, Cédric Tiberghien, Pieter Wispelwey, Marc Coppey, Pierre-Henri Xuereb, Alexander Melnikov, Alban Gerhardt…
Se produit dans les plus grandes salles : Théâtre des Champs-Élysées, Théâtre du Châtelet, Salle Gaveau à Paris, Concertgebow à Amsterdam, Konzerthaus à Berlin, Gewandhaus à Leipzig, Residenz à Munich, Dvorak Hall à Prague, Grande Salle du Conservatoire Tchaïkovski à Moscou, Suntory Hall et Hamarikyu Asahi Hall à Tokyo, Philharmonie de Cologne et Konzerthaus de Freiburg, Musée del Prado à Madrid, Palais des Beaux-arts à Mexico, Palais de la Culture à Sofia, Philharmonie de Kiev…
En outre Vadim Tchijik participe à la rédaction des partitions pour les éditions « Zen-On » au Japon. Il donne des classes de maître en Europe, en Amérique et en Asie. Il est aussi directeur artistique du Festival international de musique d’Hyères, du Festival « Les Musicales de Saint-Martin » à Sartrouville et "Les Heures Musicales de Binic". Il est fondateur et directeur de l'ensemble "Les Virtuoses"

### Prix
- Concours international P. I. Tchaïkovski des jeunes, à Moscou
- Concours international de violon Nicolo Paganini, à Gênes
- Concours international de violon Rodolfo Lipizer, à Gorizia
- Lauréat des Fondations : Natexis Banque Populaire, Georges Cziffra, Nadia et Lili Boulanger, Oscar et Vera Ritter, Festival Européen des Lauréats « Juventus ».

## Discographie
Vadim Tchijik enregistre pour les labels discographiques Lyrinx et Exton.
- 1998 – Tchaïkovski, Chostakovitch, Wieniawski… : Pièces pour violon et piano (DOCData Benelux)
- 2002 – Fauré, Ravel – Sonates pour violon et piano, Tzigane - avec Cédric Tiberghien, piano (Lyrinx) — « Recommandé » par Classica, « Quatre étoiles » du Monde de la Musique, « Coup de Cœur » de Piano Magazine.
- 2004 – « Vocalise » Pièces pour violon et piano : Mendelssohn, Tchaïkovski, De Falla, Massenet, Paganini, Kreisler, Rachmaninov… (2003, Exton OVCL600140)[3].
- 2007 – Stravinsky, Œuvres pour violon et piano - avec Sayaka Funakoshi, piano (juillet 2006, Exton OVCL-00269)[4] — « Recommandé » par Record Geijutsu.
- 2009 – Prokofiev, sonates pour violon et piano, 5 mélodies - avec David Bismuth, piano (Lyrinx)[5] — « Quatre étoiles » du magazine Classica.
- 2010 – Sonate françaises pour violon : Lekeu, Poulenc, Ravel (Exton, Octavia Records) — « Recommandé » par Record Geijutsu.
- 2014 - "Sonates pour violon et piano" Franck, Vierne (Polymnie)